# 霍姆罗格德
霍姆罗格德，是匈牙利包尔绍德-奥包乌伊-曾普伦州所辖的一个村。总面积13.47平方公里，总人口987，人口密度73.3人/平方公里（2011年1月1日）。